# Litvorové pleso
Litvorové pleso je karové ledovcové jezero v Litvorové dolině, jež je nejvyšší částí Bielovodské doliny ve Vysokých Tatrách na Slovensku. Pleso má rozlohu 1,8645 ha a je 181 m dlouhé a 162 m široké. Dosahuje hloubky 19,1 m a objemu 135 000 m³. Leží v nadmořské výšce 1860 m.

## Okolí
Jezero se nachází v horní části Litvorové doliny pod Zamrznutým kotlem. Na jihu se zvedají stěny Litvorového a Velického štítu. Na severozápadě klesá Litvorová dolina. Okolí jezera je kamenité a u ústí potoka travnaté.

## Vodní režim
Jezero je napájeno Litvorovým potokem, který přitéká pod povrchem z východu ze Zamrznutého plesa a z nejsevernějšího výběžku plesa odtéká. Rozměry jezera v průběhu času zachycuje tabulka:
| Rok     | Měření prováděl         | Rozloha ha | Délka m | Šířka m | Hloubka max.m | Objem m³ |
| ------- | ----------------------- | ---------- | ------- | ------- | ------------- | -------- |
| 1929    | Wiktor Ormicki          | 1,720      | 170     | 158     | 19            | [ 2 ]    |
| 1929    | J. Schaffer, F. Stummer | 1,6709     | 179     | 146     | 18,6          | [ 2 ]    |
| 1961–67 | pracovníci TANAPu       | 1,670      | 181     | 162     | 19,1          | [ 2 ]    |
| 2005    | Gregor, Pacl            | 1,8645     | [ 2 ]   | [ 2 ]   | 19,1          | 135 000  |

## Přístup
Jezero je veřejnosti přístupné každoročně v období od 16. června do 31. října. Pěší přístup je možný:
- Po  modré turistické značce z Lysé Poľany.
- Po  modré turistické značce od Zbojnícke chaty.
- Po  zelené turistické značce od Sliezkého domu do Zamrznutého kotle a dále
  - po  modré turistické značce.